# Schieß-Europameisterschaften 300 Meter 1989
Die 6. ISSF Schieß-Europameisterschaften 300 Meter 1989, fanden vom 22. Juli bis 2. August 1989 in Lahti, Finnland für die Disziplin Gewehr auf die 300-Meter-Distanz statt. Es nahmen 26 Athleten aus neun Ländern teil.

## Ergebnisse
| Wettbewerb                                 | Gold                                                         | Gold | Silber                                                | Silber    | Bronze                                                       | Bronze    |
| ------------------------------------------ | ------------------------------------------------------------ | ---- | ----------------------------------------------------- | --------- | ------------------------------------------------------------ | --------- |
| 300 m Gewehr Dreistellungskampf            | Malcolm Cooper                                               | 1171 | Gennady Lushchikov                                    | 1162 (99) | Vladimir Lvov                                                | 1162 (97) |
| 300 m Gewehr Dreistellungskampf Mannschaft | SowjetunionVladimir Lvov Gennady Lushchikov Anatoly Klimenko | 3475 | SchwedenRoger Jansson Michael Larsson Göran Jansson   | 3465      | FrankreichDominique Maquin Roger Chassat Pascal Bessy        | 3458      |
| 300 m Standardgewehr                       | Malcolm Cooper                                               | 587  | Anatoly Klimenko                                      | 585       | Jan Eriksson                                                 | 581       |
| 300 m Standardgewehr Mannschaft            | SowjetunionVladimir Lvov Viktor Vlasov Anatoly Klimenko      | 1731 | SchwedenJan Eriksson Göran Jansson Bengt Andersson    | 1724      | SchweizPierre-Alain Dufaux Heinz Bräm Norbert Sturny         | 1718      |
| 300 m Gewehr kniend                        | Michael Heine                                                | 392  | Michael Larsson                                       | 391       | Lothar Heinrich                                              | 390       |
| 300 m Gewehr kniend Mannschaft             | SchwedenRoger Jansson Michael Larsson Göran Jansson          | 1167 | DeutschlandMichael Heine Hubert Bichler Rudolf Krenn  | 1159      | SowjetunionVladimir Lvov Gennady Lushchikov Anatoly Klimenko | 1157      |
| 300 m Gewehr stehend                       | Malcolm Cooper                                               | 384  | Vladimir Lvov                                         | 380       | Harald Stenvaag                                              | 379       |
| 300 m Gewehr stehend Mannschaft            | SowjetunionVladimir Lvov Gennady Lushchikov Anatoly Klimenko | 1131 | FrankreichDominique Maquin Roger Chassat Pascal Bessy | 1117      | NorwegenHarald Stenvaag Jens Nygård Thore Larsen             | 1109      |
| 300 m Gewehr liegend                       | Gennady Lushchikov                                           | 599  | Pekka Röppänen                                        | 597 (100) | Olivier Cottagnoud                                           | 597 (99)  |
| 300 m Gewehr liegend Mannschaft            | SchweizPierre-Alain Dufaux Olivier Cottagnoud Norbert Sturny | 1785 | FinnlandPekka Röppänen Ralf Westerlund ?              | 1783      | DeutschlandHubert Bichler Michael Heine Rudolf Krenn         | 1776      |

## Medaillenspiegel
| Platz  | Land                   | Gold | Silber | Bronze | Gesamt |
| ------ | ---------------------- | ---- | ------ | ------ | ------ |
| 01     | Sowjetunion            | 4    | 3      | 2      | 9      |
| 02     | Vereinigtes Königreich | 3    | —      | —      | 3      |
| 03     | Schweden               | 1    | 3      | 1      | 5      |
| 04     | Deutschland            | 1    | 1      | 1      | 3      |
| 05     | Schweiz                | 1    | —      | 2      | 3      |
| 06     | Finnland               | —    | 2      | —      | 2      |
| 07     | Frankreich             | —    | 1      | 1      | 2      |
| 08     | Norwegen               | —    | —      | 2      | 2      |
| 09     | Norwegen               | —    | —      | 1      | 1      |
| Gesamt | Gesamt                 | 10   | 10     | 10     | 30     |